# Rivadavia (Chile)
Rivadavia es una localidad chilena en la provincia de Elqui, situada por los 30° 1' Lat. y 70° 34' Lon. á 29 kilómetros al E. de su capital la ciudad de Vicuña (Chile). Yace en un plano de 875 metros sobre el nivel del Pacífico al lado superior de la confluencia de los ríos Claro y Turbio del mismo departamento, estrechándola por el E. espolones de los Andes, pero abriéndosele por el S. y el NE. que caen de ese punto, los angostos y feraces valles por los que bajan aquellos riachuelos y en que abundan importantes y buenos cultivos. En 1890 la poblaban 720 habitantes y con escuela gratuita, capilla, correo y la estación terminal de la línea de ferrocarril concluida en 1886 que parte de la ciudad de la Serena, de la cual dista hacia el E. 89 kilómetros.